# Gabrijela Skender
Gabrijela Skender (ur. 7 października 1999 w Rijece) – chorwacka biegaczka narciarska, zawodniczka klubu TSK Ravnogorac.

## Kariera
Po raz pierwszy na arenie międzynarodowej pojawiła się 29 listopada 2014 roku, podczas zawodów juniorskich we włoskiej miejscowości Riale-Val Formazza, gdzie uplasowała się na 27. pozycji w sprincie stylem dowolnym.
W Pucharze Świata jeszcze nie zadebiutowała.
Jej brat Marko również uprawia biegi narciarskie.

## Osiągnięcia

### Igrzyska olimpijskie
| Miejsce | Dzień     | Rok  | Miejscowość | Konkurencja              | Czas biegu  | Strata | Zwyciężczyni  |
| ------- | --------- | ---- | ----------- | ------------------------ | ----------- | ------ | ------------- |
| 65.     | 13 lutego | 2018 | Pjongczang  | Sprint stylem klasycznym | 3:03,84 min | –      | Stina Nilsson |

### Mistrzostwa świata
| Miejsce | Dzień     | Rok  | Miejscowość      | Konkurencja            | Czas biegu  | Strata | Zwyciężczyni           |
| ------- | --------- | ---- | ---------------- | ---------------------- | ----------- | ------ | ---------------------- |
| 67.     | 23 lutego | 2017 | Lahti            | Sprint stylem dowolnym | 3:02,34 min | –      | Maiken Caspersen Falla |
| 82.     | 21 lutego | 2019 | Seefeld in Tirol | Sprint stylem dowolnym | 2:32,35 min | —      | Maiken Caspersen Falla |

### Mistrzostwa świata juniorów
| Miejsce | Dzień       | Rok  | Miejscowość    | Konkurencja              | Czas biegu  | Strata      | Zwyciężczyni          |
| ------- | ----------- | ---- | -------------- | ------------------------ | ----------- | ----------- | --------------------- |
| 56.     | 22 lutego   | 2016 | Râșnov         | Sprint stylem dowolnym   | 2:55,77 min | —           | Amalie Håkonsen Ous   |
| 70.     | 23 lutego   | 2016 | Râșnov         | 5 km stylem klasycznym   | 15:34,0 min | +4:50,5 min | Marte Mæhlum Johansen |
| 52.     | 30 stycznia | 2017 | Soldier Hollow | Sprint stylem klasycznym | 3:34,60 min | —           | Polina Niekrasowa     |
| 52.     | 1 lutego    | 2017 | Soldier Hollow | 5 km stylem dowolnym     | 12:45,4 min | +2:43,8 min | Ebba Andersson        |
| 76.     | 28 stycznia | 2018 | Goms           | Sprint stylem dowolnym   | 2:52,55 min | —           | Moa Lundgren          |
| 75.     | 30 stycznia | 2018 | Goms           | 5 km stylem klasycznym   | 16:23,9 min | +3:36,9 min | Polina Niekrasowa     |

### Igrzyska olimpijskie młodzieży
| Miejsce | Dzień     | Rok  | Miejscowość | Konkurencja              | Czas biegu  | Strata      | Zwyciężczyni     |
| ------- | --------- | ---- | ----------- | ------------------------ | ----------- | ----------- | ---------------- |
| 30.     | 13 lutego | 2016 | Lillehammer | Cross                    | 3:26,35 min | —           | Moa Lundgren     |
| 12.     | 16 lutego | 2016 | Lillehammer | Sprint stylem klasycznym | 3:19,55 min | —           | Johanna Hagström |
| 36.     | 18 lutego | 2016 | Lillehammer | 5 km stylem dowolnym     | 12:58,8 min | +2:48,7 min | Maja Jakunina    |

### Olimpijski festiwal młodzieży Europy
| Miejsce | Dzień     | Rok  | Miejscowość       | Konkurencja              | Czas biegu  | Strata      | Zwyciężczyni     |
| ------- | --------- | ---- | ----------------- | ------------------------ | ----------- | ----------- | ---------------- |
| 17.     | 13 lutego | 2017 | Erzurum/ Kandilli | 5 km stylem klasycznym   | 13:49,3 min | +1:16,6 min | Anja Mandeljc    |
| DNS     | 14 lutego | 2017 | Erzurum/ Kandilli | 7,5 km stylem dowolnym   | 19:06,0 min | —           | Kristina Kuskova |
| 20.     | 16 lutego | 2017 | Erzurum/ Kandilli | Sprint stylem klasycznym | —           | —           | Jelena Kuchewa   |